# Kiyoshiro Tsuboi
Kiyoshiro Tsuboi (坪井 清志 Tsuboi Kiyoshiro?), född 1 februari 2000 i Toyama prefektur, är en japansk fotbollsspelare.
Tsuboi började sin karriär 2019 i Tokushima Vortis. Efter Tokushima Vortis spelade han för Blaublitz Akita.